# Deszczno (stacja kolejowa)
Deszczno – stacja kolejowa w Deszcznie, w powiecie gorzowskim, w województwie lubuskim.

## Wymiana pasażerska
| Rok  | Wymiana pasażerska na dobę |
| ---- | -------------------------- |
| 2017 | 0-9                        |
| 2022 | 0-9                        |

W lipcu 2015 roku, budynek stacji został skomunalizowany, a władze gminy po przebudowie, zamierzają utworzyć w nim m.in. bibliotekę, dom kultury i klub seniora.